# روز مادر (فیلم ۲۰۱۶)
روز مادر (انگلیسی: Mother's Day) فیلمی کمدی-درام به کارگردانی گری مارشال است که در سال ۲۰۱۶ منتشر شده‌است.

## داستان
این فیلم داستان زنی به نام سندی (جنیفر انیستون) را روایت می کنید که به تازگی از همسرش جدا شده و سرپرستی دو فرزندش را برعهده دارد همسر سابقش با زن جوانی ازدواج کرده و حسادت سندی برانگیخته میشود در کنار این داستان فیلم به داستان زندگی چند خانواده دیگر نیز پرداخته است که فیلم را بسیار جذاب و دیدنی ساخته است.

## بازیگران
- جنیفر آنیستون
- جولیا رابرتس
- کیت هادسون
- جیسون سودیکیس
- شای میتچل
- تیموتی اولیفانت
- بریت رابرتسون
- آصف مندوی
- لونی لاو
- الا اندرسون